# Yakuza: Like a Dragon
Yakuza: Like a Dragon (龍が如く7 光と闇の行方, Ryū ga Gotoku 7: Hikari to Yami no Yukue, lit. "Como um Dragão 7: Paradeiros de Luz e Escuridão") é um jogo eletrônico de RPG desenvolvido pela Ryu Ga Gotoku Studio e publicado pela Sega. Oitavo título na série principal Yakuza, ele foi lançado no Japão e na Ásia para PlayStation 4 em 16 de janeiro de 2020. Seu lançamento mundial ocorreu em 10 de novembro de 2020 para Microsoft Windows (com exceção do Japão, Leste e Sudeste Asiático), PlayStation 4, Xbox One e como um título de lançamento para Xbox Series X/S. Uma versão com o subtítulo Internacional (龍が如く7 光と闇の行方 インターナショナル, Ryū ga Gotoku 7: Hikari to Yami no Yukue Intānashonaru, lit. "Como um Dragão 7: Paradeiros de Luz e Escuridão Internacional") foi lançada no Japão e na Ásia em 25 de fevereiro de 2021 para Xbox One, Xbox Series X/S e Windows, e em 2 de março de 2021 para PlayStation 5; este último também lançado mundialmente na mesma data.
O jogo recebeu "críticas geralmente favoráveis" de críticos ocidentais, e acabou por se tornar o jogo de maior sucesso comercial fora do Japão na série, além de ser o primeiro a ser indicado para um prêmio no The Game Awards.

## Jogabilidade
Assim como em jogos anteriores da série Yakuza, missões secundárias (também conhecidas como subtramas no jogo) podem ser completadas pelo jogador para ganhar recompensas adicionais, e os jogadores também podem participar de diversas atividades paralelas ao redor do mapa como o já tradicional à série karaokê. Uma nova atividade introduzida no jogo é "Dragon Kart", similar a outros jogos de corrida de kart em termos de jogabilidade.

Uma batalha por turnos no jogo. Aqui, Adachi luta contra o inimigo enquanto usa a ocupação de polícia de choque.

Uma grande diferença entre Like a Dragon e os jogos anteriores da série Yakuza é o sistema de batalha. Ao invés de mecânicas de beat 'em up em tempo real, o jogo emprega um combate de RPG por turnos – que era inicialmente apenas uma piada do dia da mentira, mas foi tão bem recebido que acabou por ser implementado no jogo – com um time de até quatro personagens. Entretanto, ao contrário de RPGs por turnos típicos, os personagens podem usar itens em seus arredores como bicicletas e bancos para atacar inimigos, caso estejam perto destes, ou chutar itens na direção de seus oponentes, um aspecto que retorna de jogos antigos da série. Os jogadores também podem chamar por ajuda para fortalecer a equipe ou derrotar inimigos, com mais personagens de ajuda sendo desbloqueados a medida que a história progride ou através de subtramas. Os jogadores podem continuar a explorar o mundo depois do fim da história do jogo. Um modo de "new game plus" com novas opções de dificuldade exclusivas a ele foi lançado como conteúdo para download pago para a versão japonesa do jogo, mas foi incluído por padrão no lançamento ocidental.
Para complementar o novo combate foram adicionadas "Ocupações", uma forma de classe de personagem similar à de outros RPGs. Os jogadores podem mudar a ocupação de qualquer membro da equipe para melhor se encaixar com seu estilo de jogo. Atualmente, há duas ocupações que só podem ser obtidos através de conteúdos para download pagos.

## História
Ao contrário dos jogos anteriores da série Yakuza que focavam na vida de Kazuma Kiryu, um homem tentando levar uma vida normal depois de sua aposentadoria do clã Tojo, Like a Dragon introduz um jogo protagonista chamado Ichiban Kasuga. Depois de ser preso por 18 anos e acabar por ser traído por seu antigo chefe, Ichiban parte em uma jornada pessoal para se tornar um herói e descobrir a razão dessa traição.

### Locação

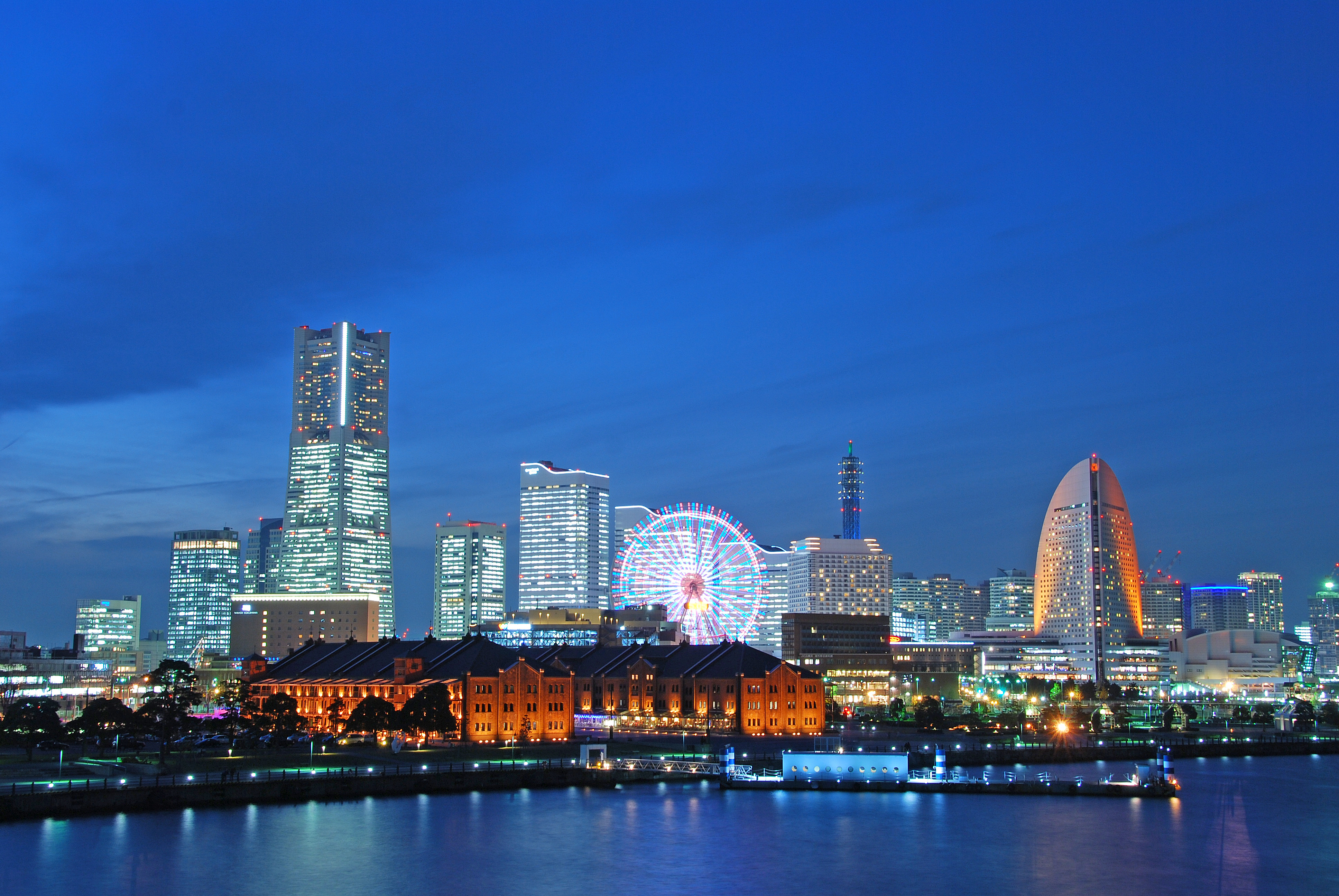
O jogo se passa em Yokohama (na imagem)

Pela primeira vez na série, a localização principal não é Tóquio e sua recriação ficcional do distrito de Kabukichō, chamada Kamurocho. Ao invés disso, a maior parte da jogabilidade se passa no distrito de Isezaki Ijincho de Yokohama, recriação ficcionalizada do distrito real de Isezakichō. Entretanto, Kamurocho e o distrito Sotenbori de Osaka (outra área de jogos anteriores da série baseada no distrito real Dōtonbori) também aparecem no jogo.

### Personagens
Yakuza Like a Dragon é o primeiro jogo da série principal a não ter Kazuma Kiryu como personagem, ao invés disso introduzindo o novo protagonista Ichiban Kasuga. A Sega descreveu Kasuga como muito mais extrovertido e emotivo do que Kiryu. Ichiban foi revelado em agosto de 2017. Ele foi introduzido pela primeira vez no jogo para celular Yakuza Online, depois sendo revelado como um personagem principal dos jogos futuros da série.
Além de Kasuga, outros personagens que podem ser recrutados para a equipe do jogador incluem Yu Nanba, Koichi Adachi, Saeko Mukoda, Tianyou Zhao, Joon-gi Han e Eri Kamataki (esta última sendo um membro opcional obtido através de atividades paralelas, enquanto os outros são desbloqueados durante a história). Mukoda e Katamari são as primeiras lutadoras femininas na série Yakuza a serem diretamente controladas pelo jogador. Jogadores adicionais, uma vez recrutados, podem ser temporariamente chamados para ajudar a equipe durante a batalha, incluindo os protagonistas anteriores da série Kazuma Kiryu, Goro Majima e Taiga Saejima.

## Desenvolvimento
O jogo foi inicialmente anunciado em 26 de agosto de 2017, junto com Fist of the North Star: Lost Paradise e Yakuza Online. Durante o desenvolvimento, o projeto tinha o codinome Shin Ryū ga Gotoku, significando "Novo Como um Dragão" ou "Como um Novo Dragão," ou "Shin-Yakuza" em inglês. A Sega anunciou que a história do jogo estava completa no fim de maio de 2019. O estilo de jogabilidade foi mudado do combate tradicional em tempo real para um RPG por turnos depois de uma piada de dia da mentira em 2019. A Sega recebeu a permissão do criador da série Dragon Quest Yuji Horii para mencionar Dragon Quest em Like a Dragon, que acabou sendo o jogo favorito de Ichiban. O criador da série Yakuza Toshihiro Nagoshi disse que o novo estilo do logotipo foi criado para refletir a personalidade diferente de Ichiban Kasuga em comparação com Kazuma Kiryu. A Sega disse que eles queriam tentar um estilo diferente de jogabilidade mas que, se ele fosse mal-recebido, eles voltariam ao combate em tempo real em jogos futuros. O tema principal de Like a Dragon, "Ichibanka", foi gravado por Shōnan no Kaze, que havia anteriormente gravado os temas principais de Yakuza 0 e Kurohyō 2: Ryū ga Gotoku Ashura hen, e Yasutaka Nakata.

### Localização
Yakuza: Like a Dragon é o primeiro na série principal a receber uma dublagem em inglês desde o Yakuza original em 2005. Ele também é o primeiro a receber legendas em português, disponibilizadas em uma atualização em fevereiro de 2021. Além da dublagem em inglês, assim como em Judgment, ele também inclui dois pacotes de legendas em inglês: um com o áudio em japonês e legendas em inglês baseadas na dublagem original, e outro com legendas baseadas na dublagem em inglês; as localizações para francês, alemão, italiano e espanhol também foram baseadas na dublagem japonesa. O lançamento internacional no Japão e na Ásia, bem como o lançamento ocidental através de uma atualização, tem áudio duplo com onze idiomas de legendas – os já mencionados francês, alemão, italiano, espanhol e português brasileiro, bem como russo, japonês, chinês tradicional, chinês simplificado e coreano.
Pela primeira vez na série, canções do minijogo de karaokê também foram dubladas em inglês, com a versão em inglês mostrando a letra em inglês (em todas as línguas) e a versão em japonês mostrando letras em romaji (quando o idioma das legendas é inglês, francês, alemão, italiano, espanhol, português ou russo; letras em kanji quando o idioma das legendas é japonês; letras em chinês tradicional quando é chinês tradicional; em chinês simplificado quando é chinês simplificado, e coreano quando é coreano) ao contrário de Yakuza Remastered Collection, onde as letras entre kanji, romaji e inglês podem ser escolhidas. Darryl Kurylo e Bill Farmer voltam ao elenco de dublagem, reprisando seus papéis como Kazuma Kiryu e Makoto Date, respectivamente.
| Personagem      | Dublador(a) em japonês | Dublador(a) em inglês |
| --------------- | ---------------------- | --------------------- |
| Ichiban Kasuga  | Kazuhiro Nakaya        | Kaiji Tang            |
| Kouichi Adachi  | Akio Ōtsuka            | Andrew Morgado        |
| Yu Nanba        | Ken Yasuda             | Greg Chun             |
| Saeko Mukouda   | Sumire Uesaka          | Elizabeth Maxwell     |
| Joon-gi Han     | Yūichi Nakamura        | Keong Sim             |
| Tianyou Zhao    | Nobuhiko Okamoto       | Robbie Daymond        |
| Masato Arakawa  | Kōsuke Toriumi         | Will Yun Lee          |
| Masumi Arakawa  | Kiichi Nakai           | George Takei          |
| Jo Sawashiro    | Shin'ichi Tsutsumi     | Brian Bloom           |
| Seong-hui       | Hana Takeda            | Fiona Rene            |
| Kazuma Kiryu    | Takaya Kuroda          | Darryl Kurylo         |
| Goro Majima     | Hidenari Ugaki         | Matthew Mercer        |
| Makoto Date     | Kazuhiro Yamaji        | Bill Farmer           |
| Taiga Saejima   | Rikiya Koyama          | Ron Yuan              |
| Osamu Kashiwagi | Shunsuke Sakuya        | David Hayter          |

### Lançamento
Yakuza: Like a Dragon foi lançado no Japão em 16 de janeiro de 2020 para PlayStation 4, com as versões em chinês tradicional e coreano sendo lançadas no mesmo dia. Ele foi lançado mundialmente para PlayStation 4, Xbox One e Xbox Series X/S em 10 de novembro de 2020. O jogo foi lançado para Microsoft Windows no mesmo dia, mas a compra dessa versão do jogo foi bloqueada em vários países e territórios no Leste da Ásia e Sudeste Asiático. Uma versão para PlayStation 5 foi lançada em 2 de março de 2021. Em novembro de 2020, foi anunciado que o lançamento do jogo para Xbox One, Xbox Series X/S e PC tinha sido adiado indefinidamente no Japão.
O jogo foi lançado para Xbox One, Xbox Series X/S e Windows no Japão e na Ásia em 25 de fevereiro de 2021. Essa versão do jogo recebeu o subtítulo Internacional, já que contém algumas características introduzidas no lançamento mundial, como a dublagem em inglês, as roupas adicionais, e o conteúdo de "new game plus" já incluído. Essa versão também foi lançada para PlayStation 5 em 2 de março de 2021, mesmo dia de seu lançamento global. Qualquer pessoa com a versão para PlayStation 5 pôde desbloquear o "Pacote de Trajes Lendários" gratuitamente até 2 de abril. A Ryu Ga Gotoku Studio anunciou que estão trabalhando nas mudanças necessárias para resolver qualquer problema com compradores que compraram o aprimoramento da versão de PlayStation 4 para PlayStation 5.

## Recepção
Yakuza: Like a Dragon recebeu "críticas geralmente favoráveis" de acordo com o agregador de críticas Metacritic, com uma nota média agregada de 83/100 em suas versões para Microsoft Windows e Xbox Series X/S, 84/100 em sua versão para PlayStation 4, 86/100 em sua versão para PlayStation 5 e 89/100 em sua versão para Xbox One. Críticos elogiaram sua nova visão sobre a série Yakuza bem como seus personagens, mas criticaram a repetitividade de suas batalhas por turnos em sua parte final.
Em uma crítica positiva para a Game Informer, Jeff Cork elogiou o novo personagem escrevendo, "sem o peso de meia dúzia de jogos e suas história associadas em seus ombros, [Ichiban] Kasuga é uma folha em branco para essa nova aventura em Yokohama. Kasuga certamente tem seus objetivos e motivações... mas o fato de que ele é uma figura tão pequena nesse mundo cria uma sensação animadora de liberdade". Cork também gostou do sistema de trabalhos do jogo dizendo que ele "tem uma quantidade satisfatória de profundidade" e permite combinações únicas na equipe.
Jordan Devore da Destructoid não gosto das longas animações durante o combate, dizendo "no início, eu me diverti assistindo essas cenas caóticas e ligeiramente fora de controle acontecerem. Elas não se alongavam demais. Mas em certo ponto, eu fiquei muito cansado de esperar Ichiban e companhia correrem para realizar seus ataques". Além disso, Devore escreveu que, "dito de outra forma, o combate por turnos de Like a Dragon é ok, mas ok só é bom até certo ponto quando paredes te forçam a parar por horas e fazer grinding por pontos de experiência para que você consiga uma chance razoável contra encontros contra chefes poderosos."

### Vendas
Yakuza: Like a Dragon foi o jogo mais vendido fisicamente durante seus 4 primeiros dias de vendas no Japão, com 300.000 cópias vendidas. Até março de 2020, um total de 450.000 cópias digitais e físicas tinham sido vendidas no Japão e na Ásia. Em uma entrevista à Famitsu em maio de 2021, Shuji Utsumi, co-diretor de operações da Sega, revelou que Like a Dragon é o jogo mais vendido internacionalmente de toda a série Yakuza, fato que ele atribuiu a seu lançamento em múltiplas plataformas.

### Prêmios
Yakuza: Like a Dragon recebeu o prêmio "Future Division" (para jogos ainda não lançados mostrados na Tokyo Game Show) na Japan Game Awards de 2019. Ele também foi indicado no The Game Awards 2020 na categoria "Melhor RPG", mas perdeu para Final Fantasy VII Remake, bem como uma indicação a Jogo do Ano no Golden Joystick Awards e a RPG do Ano no 24º Annual Dice Awards.
Like a Dragon também foi premiado com um "Prêmio Parceiro PlayStation" por alcançar "resultados particularmente notáveis". Outros prêmios incluíram da categoria "Humor Hilário" no The Dreamies e "Excelência em Jogo, Franquia de RPG" no NAVGTR Awards de 2020, onde também foi indicado a sete outras categorias.